# Paris Smith
Paris Smith (Houston, 1 februari 2000) is een Amerikaans actrice en zangeres, ze werd vooral bekend als haar rol als Maddie Van Pelt in Verhekst!

## Televisie
| Jaar      | Serie                      | Rol             |
| --------- | -------------------------- | --------------- |
| 2010      | The Presentation           | Rachel          |
| 2011      | Puncture                   | 12-jarige Kia   |
| 2012      | I Am Not a Hipster         | jonge Joy       |
| 2012      | Scouted                    | Molly           |
| 2012      | MyMusic                    | Kind #3         |
| 2013      | Modern Family              | Becca           |
| 2013      | The Bedtime Story          | Jamie           |
| 2013      | Totally                    | Crystal         |
| 2014      | R.A.D.I.C.A.L.S            | Ryan            |
| 2014      | React to That              | zichzelf        |
| 2014-2015 | Verhekst!                  | Maddie Van Pelt |
| 2015      | Talia in the Kitchen       | Maddie Van Pelt |
| 2015      | Nicky, Ricky, Dicky & Dawn | zichzelf        |

- International Standard Name Identifier: 0000 0000 4674 2940
- Library of Congress Control Number: n2003029223
- Virtual International Authority File: 48599402
- WorldCat: E39PBJkp6pKhrDCxHwjTQWpgKd